# Grande Londres
A Grande Londres é uma subdivisão da Inglaterra que compõe a maioria da Região de Londres. Essa região forma os limites administrativos de Londres e é organizada em 33 distritos do governo local — os 32 boroughs de Londres e a Cidade de Londres, que está localizada na região, mas é separada da subdivisão. Ocupa 1569 km² e, segundo o censo de 2022, tem uma população de 8,9 milhões de habitantes. A Grande Londres foi criada em 1965 e a Autoridade da Grande Londres foi estabelecida em 2000.
A Autoridade da Grande Londres, é responsável pelo governo local estratégico em toda a região e consiste no Prefeito da Região Metropolitana de Londres e na Assembleia de Londres. A Corporação da Cidade de Londres é a principal autoridade local da Cidade de Londres, com um papel semelhante ao dos 32 conselhos dos boroughs de Londres.
Três dos borough têm o título Royal ("Real", traduzido do inglês): Greenwich, Kensington and Chelsea, e Kingston upon Thames.